# Gian Marco
 (octobre 2019).
Si vous disposez d'ouvrages ou d'articles de référence ou si vous connaissez des sites web de qualité traitant du thème abordé ici, merci de compléter l'article en donnant les références utiles à sa vérifiabilité et en les liant à la section « Notes et références ».
 (octobre 2019).
Gian Marco Javier Zignago Alcóver, appelé couramment Gian Marco, est un chanteur et compositeur péruvien né à Lima le 17 août 1970. 

## Biographie

### Débuts
Fils de l'actrice et chanteuse Regina Alcóver (es) et du compositeur et chanteur péruvien Joe Danova (es), il a fait ses études primaires et secondaires au collège Santa Margarita, situé à Monterrico (Lima). À 4 ans, il chante pour la première fois à la télévision à Buenos Aires dans l'émission Domingos Gigantes. Cette même année, il chante à Caracas dans l'émission The Magazine of Saturdays. En 1981, à l'âge de 11 ans, il participe aux côtés de sa mère à l’œuvre musicale Daddy Long Legs. 
À 18 ans, Gian Marco se rend à Santiago au Chili, pour se spécialiser dans le graphisme.
De 1992 à 1997, il enregistre ses premiers albums, puis fait ses premiers pas à la télévision. C'est à son retour à Lima que Independent Records lui propose un premier enregistrement. En 1991, sa première production intitulée Gian Marco, sous la direction musicale de Pepe Ortega, est mise sur le marché du disque national. En 1992, il enregistre sa deuxième production, Personal, à Santiago, avec le producteur qui a réalisé son premier album. Cet album le place au hit-parade avec les chansons Te voy a extrañar et Dame un beso.
En septembre 1993, il participe à la classification du festival OTI, version nationale, en obtenant la première place et en représentant le Pérou lors de la XXIIe édition du festival international OTI, qui s'est tenue à Valence en Espagne. Au milieu et à la fin des années 1990, il revient avec d’autres grandes productions et commence à se consacrer à l’écriture des chansons. En plus, il est appelé à diriger l’un des programmes de concours les plus populaires, Campagne, avec Bruno Pinasco.

### Récompenses
Gian Marco a obtenu de nombreux prix comme le Grammy Latin pour le Meilleur Album, Auteur-compositeur-interprète, et Meilleure voix, 2005, 2011 et 2012. De plus, il a été nommé comme Ambassadeur de bonne volonté par UNICEF, pour ne citer que quelques-unes des reconnaissances obtenues en plus de 30 ans de carrière.